# Zoe Jane
Zoe Jane è il quarto e ultimo singolo ad uscire dall'album 14 Shades of Grey degli Staind.

## Canzone
Il pezzo non raggiunge risultati notevoli nonostante la canzone abbia tutti gli elementi per farlo: suoni dolci ma allo stesso tempo intensi e voce malinconica, sono qualità della traccia che richiamano alla mente degli ascoltatori canzoni come It's Been Awhile o So Far Away. Il singolo è interamente dedicato alla figlia del cantante del gruppo Aaron Lewis, il quale nel testo esprime il suo dispiacere per la sua lontananza da Zoe a causa dei continui viaggi e tour che deve portare avanti con la sua band. La ballata appare anche nella raccolta The Singles: 1996-2006.

## Tracce
1. "Zoe Jane" (Radio Edit)
2. "Zoe Jane" (Album Version)